# Sphaerellothecium phaeorrhizae
Sphaerellothecium phaeorrhizae är en lavart som beskrevs av Diederich & Zhurb. 2009. Sphaerellothecium phaeorrhizae ingår i släktet Sphaerellothecium och familjen Mycosphaerellaceae.   Inga underarter finns listade i Catalogue of Life.